# Bromure de strontium
Le bromure de strontium est un composé chimique de formule SrBr2. A température ambiante, c'est une poudre cristalline blanche sans odeur. Le bromure de strontium donne une flamme brillante rouge dans le test de flamme. Il est utilisé dans les feux de Bengale et a également des usages pharmaceutiques.

## Préparation
SrBr2 peut être préparé à partir de l'hydroxyde de strontium et de l'acide bromhydrique.
{\displaystyle \mathrm {Sr(OH)_{2}+2\ HBr\longrightarrow SrBr_{2}+2\ H_{2}O} }
Alternativement, du carbonate de strontium peut également être utilisé comme source de strontium.
{\displaystyle \mathrm {SrCO_{3}+2\ HBr\longrightarrow SrBr_{2}+H_{2}O+CO_{2}\uparrow } }
Ces réactions donnent l'hexahydrate de SrBr2, qui se décompose en dihydrate à 89 °C. A 180 °C, du SrBr2 anhydre est obtenu.

## Solubilité dans l'eau

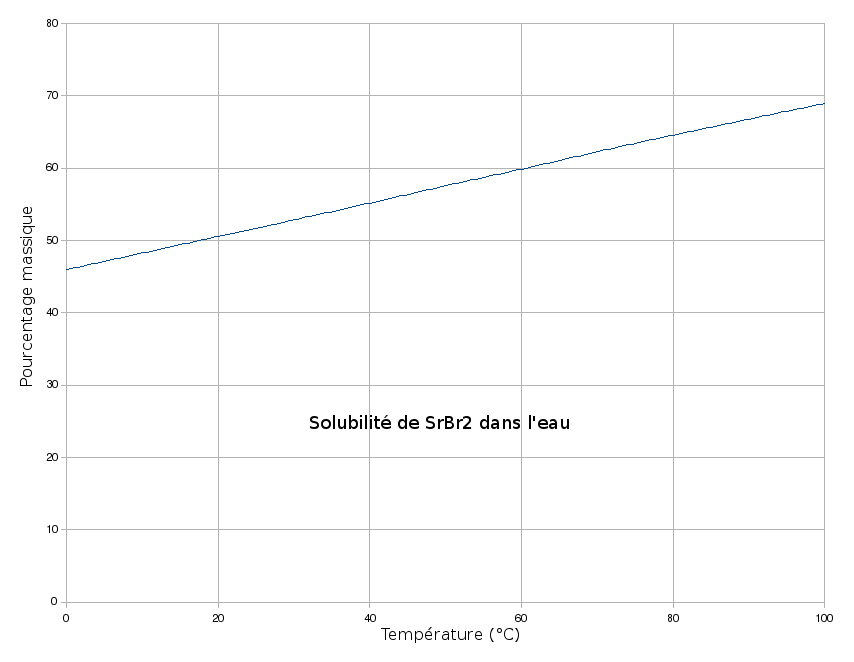
Solubilité dans l'eau